# 阿利普尔
阿利普尔（Ali Pur），是印度德里國家首都轄區北德里的一个城镇。总人口16623（2001年）。

## 人口
该地2001年总人口16623人，其中男性9708人，女性6915人；0—6岁人口2531人，其中男1418人，女1113人；识字率68.18%，其中男性为73.55%，女性为60.65%。